# Murmur (álbum)
Murmur foi o primeiro álbum da banda de rock alternativo R.E.M., cujo sucesso criou grandes expectativas em torno da banda. Gravado em 1983, ganhou o estatus de álbum do ano batendo bandas já consagradas como U2, que tinha lançado o álbum War e também Michael Jackson com Thriller, o disco mais vendido da história.  A aceitação do R.E.M. foi tão grande, que pela primeira vez fizeram um show fora dos EUA. Indiscutivelmente esse álbum fez mais sucesso que o primeiro EP deles, gravado em 1982, com apenas 5 músicas.

## Faixas
1. "Radio Free Europe" - 4:04
2. "Pilgrimage" - 4:29
3. "Laughing" - 3:58
4. "Talk About the Passion" - 3:23
5. "Moral Kiosk" - 3:32
6. "Perfect Circle" - 3:30
7. "Catapult" - 3:55
8. "Sitting Still" - 3:17
9. "9-9" - 3:01
10. "Shaking Through" - 4:30
11. "We Walk" - 3:01
12. "West Of The Fields" - 3:18

## Crítica
| Críticas profissionais | Críticas profissionais |
| Avaliações da crítica  | Avaliações da crítica  |
| Fonte                  | Avaliação              |
| ---------------------- | ---------------------- |
| AllMusic               | [ 1 ]                  |
| Robert Christgau       | (A-)                   |
| Rolling Stone          | [ 5 ]                  |

O álbum contou com uma recepção positiva, recebendo 5 de 5 estrelas pela AllMusic e 4 de 5 estrelas pela revista Rolling Stone. Robert Christgau avaliou com a nota A-.